# 蘭德勒姆島
蘭德勒姆島（英語：Landrum Island），是南極洲的島嶼，位於葛拉漢地西岸的法利埃海岸，處於瑪格麗特灣南部，屬於巴格群島的一部分，現時由南極條約體系管理。